# Kocmur
Kocmur je priimek v Sloveniji, ki ga je po podatkih Statističnega urada Republike Slovenije na dan 1. januarja 2010 uporabljalo 93 oseb.

## Znani nosilci priimka
- Boštjan Kocmur, dolgoletni predsednik/generalni tajnik? izseljenskega društva Slovenija v svetu
- Helena Kocmur, novinarka, publicistka
- Ivan Kocmur (1881—1942), politik, delavski organizator in publicist
- Janez Kocmur (1937—2022), plavalec, udeleženec poletnih olimpijskih iger 1960 v Rimu
- Ivan Kocmur (1951—2022), scenski fotograf
- Marga Kocmur (*1953), psihiatrinja, prof. MF
- Tatiana Kocmur (*1992), slikarka, vizualna umetnica, performerka